# RBH Logistics

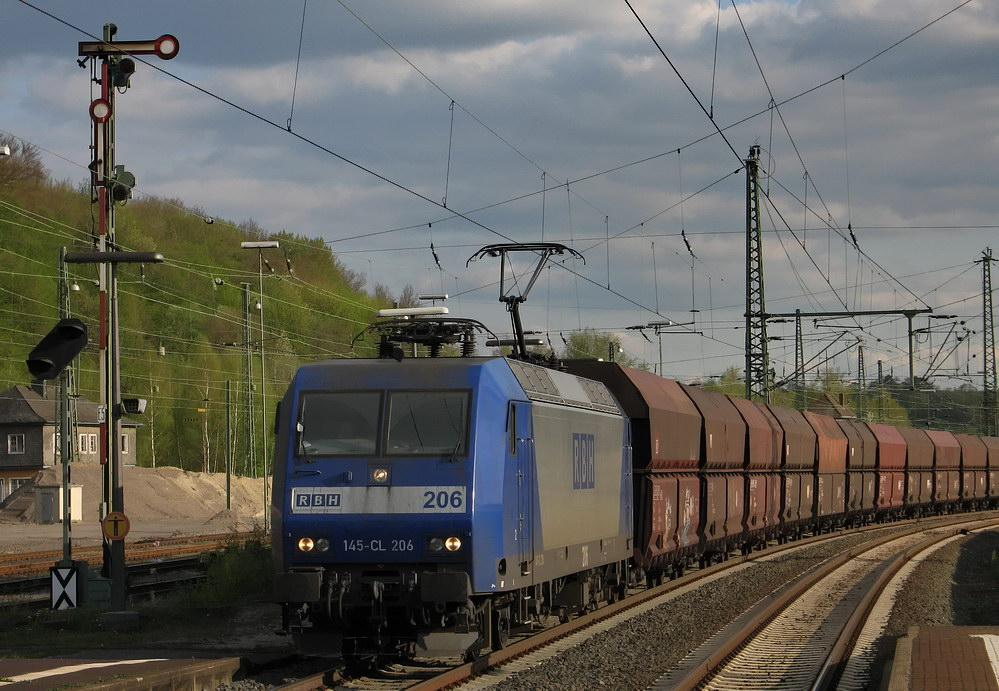
Vlak společnosti RBH Logistics

RBH Logistics GmbH (dříve RAG Bahn und Hafen Vertriebsgesellschaft či RAG Bahn und Hafen GmbH, VKM: RBH) je německý nákladní železniční dopravce patřící do skupiny Railion Deutschland AG. Sídlo společnosti je v Gladbecku.

## Historie
Společnost vznikla v roce 1994 vyčleněním železničních aktivit z těžební společnosti Ruhrkohle AG. V říjnu 2005 byla společnost prodána firmě Railion Deutschland AG ze skupiny Deutsche Bahn. Následně se v prosinci roku 2006 název změnil na nynější RBH Logistics GmbH.

## Provoz
Základem provozu společnosti je od počátku doprava uhlí, ale zabývá se také dopravou kontejnerů mezi Německem, Švýcarskem a Itálií, další produkty pak dopravuje nejen v rámci Německa, ale ve spolupráci se zahraničními dopravci také do/z Rakouska, Česka, Itálie, Polska, Slovenska a Švýcarska.